# Blackhawk (band)
Blackhawk is een Amerikaanse countryband, geformeerd in 1992. Voorafgaand aan de formatie van de band hadden Robbins en Stephenson samen verschillende nummer één-singles geschreven voor de countrypopband Restless Heart en Stephenson had begin jaren 1980 ook twee pophits in de hitlijsten geplaatst. Paul was eerder lid van de Southern rockband The Outlaws en was van 1979 tot 1983 frontman van zijn eigen band, de Henry Paul Band.
In 1993 tekende Blackhawk een platencontract bij Arista Nashville. Hun debuutsingle Goodbye Says It All werd dat jaar uitgebracht, met een piek op nummer 11 in de hitlijsten van de Billboard Hot Country Singles & Tracks (nu Hot Country Songs) Hun eerste album (1994, Blackhawk) werd 2 keer gecertificeerd met multi-platina door de RIAA. Gedurende de rest van de jaren 1990 had de band verschillende singles in de hitlijsten, naast het uitbrengen van nog drie albums en een Greatest Hits-pakket.
Van Stephenson verliet de band in 2000 vanwege complicaties door huidkanker. Hij werd vervangen door Randy Threet (ook een voormalig lid van The Outlaws), die voor het eerst verscheen op Spirit Dancer, het vijfde studioalbum van de band. Na het vertrek van Threet in 2003 nam Anthony Crawford het stokje over als tenorzanger en leadgitarist; Crawford werd op zijn beurt vier jaar later opgevolgd door Michael Randall. Van begin 2008 tot hij zich weer bij de band voegde in 2010, verliet Robbins de band om zijn songwritingcarrière te hervatten en Threet voegde zich weer bij de band voordat hij weer vertrok en het ledental terugbracht tot alleen Robbins en Paul.

## Bezetting
Oprichters
- Henry Paul (zang, akoestische gitaar, mandoline, sinds 1992)
- Van Stephensen (e-gitaar, zang, 1992–2000)
- Dave Robbins (keyboards, zang, 1992–2008, sinds 2010)

Huidige bezetting
- Henry Paul (zang, akoestische gitaar, mandoline)
- Dave Robbins (keyboards, zang)

Voormalige leden
- Randy Threet (e-basgitaar, zang, 2000–2003, 2008–2010)
- Anthony Crawford (e-gitaar, zang, 2003–2006)
- Michael Randall (akoestische gitaar, zang, 2006–2010)
- Chris Anderson (e-gitaar, zang, 2008–2010)
- Jon Coleman (keyboards, zang, 2008–2010)

## Geschiedenis
Blackhawk werd geformeerd in 1992 in Nashville door Henry Paul (voorheen The Outlaws), Van Stephenson en Dave Robbins. De naam is afgeleid van de historische racewagen Stutz Blackhawk. Ze hadden alle drie eerder samengewerkt met talrijke sterren uit de countrywereld. Stephenson had ook succesvol soloalbums uitgebracht in de stijl van Adult Orientated Rock en in 1984 een top 30-hit gescoord met Modern Day Delilah. Hun begeleidingsmuzikanten behoorden vele jaren niet officieel tot de band.
Eind 1993 verscheen de eerste gezamenlijke single Goodbye Says It All, die zich plaatste in de countryhitlijst (#11). In 1994 volgde het album Blackhawk, dat werd gehonoreerd met de platinastatus en waaruit meerdere singles werden gehaald. De meeste songs werden door de bandleden zelf geschreven. Een jaar later werd het album Strong Enough uitgebracht, dat werd onderscheiden met goud. Voor Love & Gravity uit 1997 componeerden bekende Amerikaanse songwriters meerdere nummers met de band, waaronder de eerder rockige Desmond Child, die de grootste hits had geschreven voor Kiss en Bon Jovi. Daarmee zou de eigen verdienste om nieuwe luisteraars voor het countrygenre te hebben gewonnen, onderbouwd en uitgebouwd worden.
Na het overlijden van Stephenson in 2001 werd deze vervangen door wisselende medestrijders, waarbij Randy Threet zowel het volgende album mee inspeelde, als ook later weer behoorde tot de bezetting. Op hun website en op hun laatste album Brothers of the Southland (2014) presenteren Robbins en Paul zich nu als Blackhawk.

## Muziekstijl
Blackhawk speelt countrymuziek. Henry Paul speelt daarbij akoestische gitaar en mandoline, Dave Robbins bedient de toetsen. Van Stephenson was verantwoordelijk voor de e-gitaar en meer occasioneel voor de leadzang. De feitelijke leadzanger bij driestemmige harmoniezang was Henry Paul. Omdat allen tijdens hun jeugd Crosby, Stills & Nash hadden gehoord, was dit ook merkbaar in hun eigen muziek. Deze openheid voor rockinvloeden maakte hen interessant voor luisteraarsklassen, die zich tot dan niet voor country hadden geïnteresseerd en voortaan deze muziek van de kleine man meer positief benaderden. De Encyclopedia of Popular Music spreekt zelfs daarvan, dat het aandeel van AOR en country even groot zou zijn.

## Overlijden
Van Stephenson overleed in 2001 aan huidkanker, nadat hij zich al in februari 2000 had teruggetrokken uit de muziekbusiness vanwege die ziekte.

## Discografie
- 1994: BlackHawk (Arista Records)
- 1995: Strong Enough (Arista Records)
- 1997: Love & Gravity (Arista Records)
- 1998: The Sky’s the Limit (Arista Records)
- 2000: Greatest Hits (compilatie, Arista Records)
- 2002: Spirit Dancer (Columbia Records/Sony Music Entertainment)
- 2011: Down from the Mountain (Mirror Lake Records)
- 2014: Brothers of the Southland (Loud & Proud)
- 2014: Greatest Hits & More (Loud & Proud)